# 완주 대각사 몽산화상육도보설
완주 대각사 몽산화상육도보설(完州 大覺寺 蒙山和尙六道普說)은 대한민국 전북특별자치도 완주군 봉동읍 소재, 대각사(大覺寺)에 있는 조선 시대의 책이다. 2016년 12월 9일, 전라북도의 유형문화재 제240호로 지정되었다.

## 지정 사유
전라북도의 완주 대각사 소장 《몽산화상육도보설(1책)》은, 13세기 송원대에 활동한, 송나라 태생의 원나라 시대의 고승(학덕 높은 승려)이었던 몽산화상 덕이(蒙山和尙 德異, 1231~1308)가 설법(說法)한 내용을 모은 책으로, 조선 시대에 널리 유통되었던 대표적 선종 문헌이다. 1497년(연산군 3)의 8월에 초판 71년 후, 1568년(선조 1), 충청도 공주 청림사에서 재판(개판)한 후, 은진 쌍계사(雙磎寺)에서 경판을 보관해 오면서 간행한 것으로, 그 책판이 현재 충청남도 공주 갑사(公州 甲寺)에 전해지고 있고, 대각사 소장본도 쌍계사에서 간행한 것으로, 자료적 가치가 인정된다.

## 몽산화상 덕이(蒙山和尙 德異)가 남긴 설법
《대각사 몽산화상육도보설》이라는, 이른바 전라북도 소재 완주 대각사 소장 《몽산화상육도보설(1책)》은, 앞서 언급한 것처럼, 13세기 송원대에 활동한, 중국 송나라 태생의 원나라 시대의 고승(학덕 높은 승려)이었었던, 몽산화상 덕이(蒙山和尙 德異, 1231~1308)라는 이가, 철학적으로 설법한 내용을 모은 책(불서, 佛書)이기도 하다.
1231년 남송(南宋) 말기 시대의 린안(臨安, 지금의 중공 영토 저장 성 항저우)에서 출생한 이이기도 한, 불교 임제종 승려 출신의, 몽산화상 덕이(蒙山和尙 德異, 속성은 송(宋)씨)라는 자는, 1246년(만15세 남짓)에 불교 승려로 출가하여, 1268년(만37세)에 남송(南宋)의 제6대 군주 도종(度宗)과, 당시의 대리청정(섭정)이었었던, 승상 가사도(賈似道)가 의례(儀禮)하는, 송(宋) 말기 시대의 린안(臨安)의 봉선(封禪)의 예(禮)를, 먼 발치에서 목도한 것을 마지막으로, 만37세 시절에 출국하면서, 성종(聖宗)·인종(仁宗)의 치세의 천(陳) 왕조 시대의 탕롱(昇龍, 지금의 베트남 하노이)로 간이 정주하여, 15년 남짓 동안 간이 수도 생활하다가, 1283년 세조(世祖) 쿠빌라이 황제의 치세의 원(元) 초기 시대의 다두(大都, 지금의 중공 영토 베이징)로 옮겨 출국하여 12년 수도하던 찰나에, 1295년 충렬왕(忠烈王)의 치세의 고려(高麗) 시대의 개경(開京)의 벽란도항(碧瀾渡港)으로 마지막 출국과 함께 고려에 입국하면서, 순전히 마지막으로, 1295년 북계(北界)의 강절(江浙, 행정구역상, 지금의 대한민국 강원도 양양)의 휴휴암(休休菴)에서 5년 수도를 거쳐, 1300년 서해도(西海道)의 신천(信川, 행정구역상, 지금의 북괴 영토 황해남도)의 패엽사(貝葉寺)에서는, 8년 수도하는 등, 1308년 안악(安岳, 행정구역상, 지금의 북괴 영토 황해남도)에서, 입적(향년 만77세)할때까지, 고려에서 어언 13년 남짓 동안, 마지막 수도하면서 지냈었다.

## 같이 보기
- 몽산화상육도보설

## 참고 자료
- 완주 대각사 몽산화상육도보설 - 국가유산청 국가유산포털